# 第18回トロント映画批評家協会賞
18th TFCA Awards

2014年12月15日

作品賞: 

 6才のボクが、大人になるまで。 
第18回トロント映画批評家協会賞は、2014年12月15日に発表された。
日本の映画作品としては、『かぐや姫の物語』がアニメーション映画賞を受賞した。

## 受賞一覧

### 作品賞
- 受賞： 『6才のボクが、大人になるまで。』
  - 次点 : 『グランド・ブダペスト・ホテル』、『インヒアレント・ヴァイス』

### 監督賞
- 受賞：リチャード・リンクレイター - 『6才のボクが、大人になるまで。』
  - 次点 : ポール・トーマス・アンダーソン - 『インヒアレント・ヴァイス』、ウェス・アンダーソン - 『グランド・ブダペスト・ホテル』

### 主演男優賞
- 受賞：トム・ハーディ - 『オン・ザ・ハイウェイ その夜、86分』
  - 次点 : ジェイク・ジレンホール - 『ナイトクローラー』、レイフ・ファインズ - 『グランド・ブダペスト・ホテル』

### 主演女優賞
- 受賞：マリオン・コティヤール - 『エヴァの告白』
  - 次点 : ジュリアン・ムーア - 『アリスのままで』、リース・ウィザースプーン - 『わたしに会うまでの1600キロ』

### 助演男優賞
- 受賞：J・K・シモンズ - 『セッション』
  - 次点 : ジョシュ・ブローリン - 『インヒアレント・ヴァイス』、エドワード・ノートン - 『バードマン あるいは（無知がもたらす予期せぬ奇跡）』

### 助演女優賞
- 受賞：パトリシア・アークエット - 『6才のボクが、大人になるまで。』
  - 次点 : キャサリン・ウォーターストン - 『インヒアレント・ヴァイス』、ティルダ・スウィントン - 『スノーピアサー』

### 脚本賞
- ウェス・アンダーソン - 『グランド・ブダペスト・ホテル』
  - 次点 ： リチャード・リンクレイター - 『6才のボクが、大人になるまで。』、ポール・トーマス・アンダーソン - 『インヒアレント・ヴァイス』

### 新人賞
- リテーシュ・バトラ - 『めぐり逢わせのお弁当』
  - 次点 ： ダン・ギルロイ - 『ナイトクローラー』、デヴィッド・リーチ／チャド・スタエルスキー『ジョン・ウィック』

### 外国語映画賞
- 『フレンチアルプスで起きたこと』 スウェーデン
  - 次点 ：『イーダ』、『裁かれるは善人のみ』

### アニメーション映画賞
- 『かぐや姫の物語』
  - 次点 ：『LEGO ムービー』、『ベイマックス』、『ヒックとドラゴン2』

### ドキュメンタリー映画賞
- 『The Overnighters』
  - 次点 ：『シチズンフォー スノーデンの暴露』、『マナカマナ 雲上の巡礼』